# 卡尔迪耶罗之战 (1809年)
卡尔迪耶罗之战（法语：Bataille de Caldiero）发生于1809年4月27日至30日。此役中，由奥地利的约翰大公率领的奥地利军队阻击了由意大利王国总督欧仁·德·博阿尔内率领的法国-意大利军队。在向东撤退之前，寡不敌众的奥地利人在圣博尼法乔、索阿韦和卡斯特切里诺的行动中成功抵御了敌人的攻击。此役发生在拿破仑战争中第五次反法同盟战争期间。
在第五次反法同盟爆发之初，约翰大公击败了法意联军并将其赶回维罗纳的阿迪杰河。约翰被迫派出大量部队监视威尼斯和其他敌人控制的堡垒，而且他发现自己在维罗纳附近面临着一支强大的法意联军。欧仁则对他最初面临的挫折感到尴尬，以至于他试图在与继父拿破仑的沟通中尽量缩小自己失败的程度，他决定利用他的优势力量将奥地利入侵者赶出意大利王国。
欧仁于27日在圣博尼法乔进行了侦察。4月29日，他命令他的部分部队对索阿韦进行攻击，同时他派出一支意大利部队占领奥地利右翼的高地。30日，奥地利人重新夺回了前一天丢失的卡斯特切里诺。在进行这一行动时，约翰的军队开始撤退到巴萨诺的布伦塔河。

## 背景
1809年战争开始时，约翰大公麾下包括由24,500名步兵和2,600名骑兵组成的奥地利第八军团，以及由22,200名步兵和2,000名骑兵组成的第九军团。第八军团集结在克恩顿的菲拉赫。第九军团集中在斯洛文尼亚克拉尼斯卡的卢布尔雅那。安德烈亚斯·冯·斯托伊切维奇少将率领10,000名士兵在达尔马提亚监视奥古斯特·马尔蒙的法国第十一军团，法国自1806年以来一直在此驻扎。一支由26,000人组成的志愿兵军团守备着内奥地利。约翰希望他的两支部队将在奇维达莱附近会合。
战争开始时，蒂罗尔人爆发了一场反法起义。在奥地利军人的带领下，当地居民开始攻击巴伐利亚的法国驻军。为了帮助起义，奥地利总司令卡尔大公命令约翰派10,000名奥地利军队协助蒂罗尔人。伊格纳兹·久莱的兄弟阿尔伯特·久莱接任了第八军团指挥官的职位。由于怀疑奥地利计划发动战争，拿破仑将意大利军队的法军士兵组建为六个步兵师和三个骑兵师。实际上，很多所谓的法国士兵都是意大利人，因为拿破仑将意大利西北部的部分地区并入法兰西第一帝国。此外，欧仁还集结了三个意大利步兵师，使法意联军达到七万人。然而，意大利的法国军队分散在意大利北部的各个城市。
欧仁此前从未率领过大部队参战，但拿破仑还是任命他为意大利军队的指挥官。为了让继子欧仁为这个角色做好准备，拿破仑给他写了许多详细的信件，教他如何保卫意大利。如果奥地利人强势入侵，拿破仑敦促欧仁从伊松佐河撤退到皮亚韦河。拿破仑指出，阿迪杰河是一个极其重要的战略要地。由于他本人不相信奥地利会在四月发动进攻，也不想通过集结军队来激怒他的敌人。因此，欧仁的军队仍然有些分散。
1809年4月10日，奥地利第八军团从塔尔维西奥推进，而第九军团越过索差河。到12日，他们在乌迪内附近汇合，向西推进。欧仁被迫将一个意大利师派去监视蒂罗尔。当奥地利人向西移动时，他们分散了部队以保护奥索波和帕尔马诺瓦法意堡垒。相信他可以击败约翰大公后，欧仁命令他的师集中在萨奇莱。到4月14日，欧仁麾下有让·马蒂厄·塞拉斯、让-巴蒂斯特·布鲁西耶、保罗·格雷尼尔、加布里埃尔·巴布·德·库里埃和菲利普·尤斯塔什·路易斯·塞韦罗利将军的五个步兵师，以及路易斯·米歇尔·安托万·萨胡克的轻骑兵师。欧仁的师没有编成军，这使他的军队在战斗中更难被统一指挥。

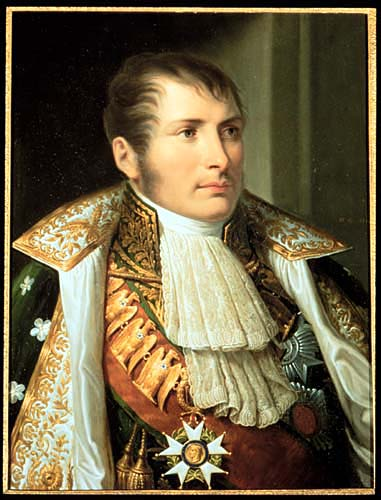
欧仁·德·博阿尔内

在15日的战斗中，萨胡克的前锋在波代诺内遭到了惨败。然而，欧仁相信他的总人数超过了约翰，于4月16日在萨奇莱之战袭击了奥地利军队。事实上，法意军队有35,000名步兵、2,050名骑兵和54门大炮，而他们的对手则部署了35,000名步兵、4,000名骑兵和55到61门炮。欧仁派出两个师对抗由第八军团控制的奥地利左翼。面对顽强的抵抗，法军又有两个师投入了战斗。当约翰突然向被削弱的法军左翼派出第九军团进攻时，欧仁取消了他的进攻并下令撤退。法意联军损失了6,500人和15门火炮，而获胜的奥地利人则有4,000人伤亡。
当法意联军撤退到皮亚韦河时，它遇到了让·马克西米利安·拉马克的步兵师和查尔斯·德·普利的龙骑兵师。欧仁利用这些新部队掩护他的撤退。在皮亚韦防线坚守4天后，他于4月21日开始撤退到阿迪杰河。此时，意大利皇家卫队加入了法国军队。24日在布伦塔河上休整后，法军继续撤退。由于担心他的北翼，欧仁授权巴拉圭·德希利尔斯撤退到罗韦雷托。查斯特勒的奥地利军队紧随其后，于4月23日占领了特伦托，并于26日出现在罗韦雷托前。
欧仁对他的失败深感尴尬，向拿破仑做了一个模糊的报告。但他的继父很快就发现了真相。愤怒的皇帝给欧仁写了一封批评信，建议他请若阿尚·缪拉元帅来指挥军队。对总督来说幸运的是，事件很快就开始有利于法国-意大利人。在萨奇莱之战后，欧仁用10个步兵营和一个骑兵中队加强威尼斯的驻军。在派出10,000名士兵以防止这支庞大的部队威胁他的通讯后，约翰带着28,000名士兵到达了阿迪杰河。法军的一个步兵师和一个龙骑兵师在维罗纳附近与法意军队会合，将法军总兵力增加到55,500人，于是欧仁准备再次发动进攻。
4月23日，双方在威尼斯附近的马尔盖拉发生冲突。约翰命令塞缪尔·冯·伊万诺奇率领他的2,000名士兵占领德塞河上的一座桥头堡。伊万诺奇遇到了一个师的法军，并遭到了重创。法意联军声称对他们的敌人造成了600人伤亡，而自己只有20人伤亡。

## 战斗

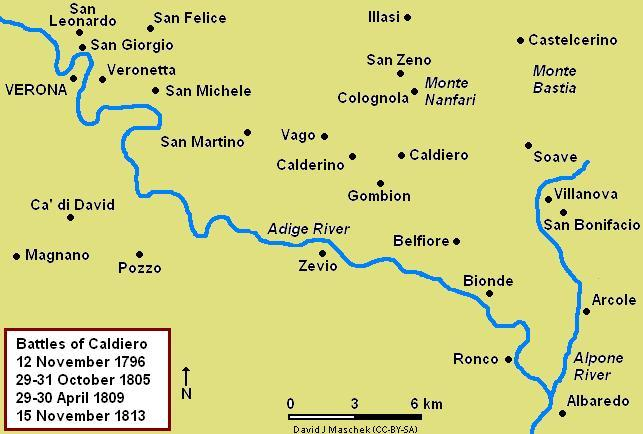
卡尔迪耶罗战役地图

在阿迪杰河上，欧仁将他的军队重组为由他提名并得到拿破仑批准的指挥官领导的军团。雅克·麦克唐纳将军率领第五军团与布鲁西尔和拉马克的两个师以及一个龙骑兵旅。欧仁任命格雷尼尔负责第六军团，其中包括杜鲁特的步兵师以及第8骠骑兵团。预备军团由欧仁亲自指挥，包括意大利近卫军、塞拉斯的步兵师、让-巴塞莱莫特·索尔比尔的炮兵预备队和三个骑兵师。格鲁希被任命指挥骑兵。考虑到需要追击奥军，欧仁创建了一个轻型旅，包括三个营。
4月27日，双方在圣博尼法乔和维拉诺瓦发生冲突。塞拉斯以第106线列步兵团、1个骑兵中队和4门大炮，共计3,000人守住阵地。他们遭到了安东·冯·沃尔克曼的1,800人前卫的进攻。奥军成功地将法国-意大利人从圣博尼法乔赶了出去。然而，奥军的另一支不对无法保护邻近的维拉诺瓦村及其在阿尔彭河上的桥梁。黑暗和暴风雨使行动接近尾声。历史学家迪格比·史密斯称双方的伤亡“轻微”，但将这场小规模冲突列为奥地利的胜利。

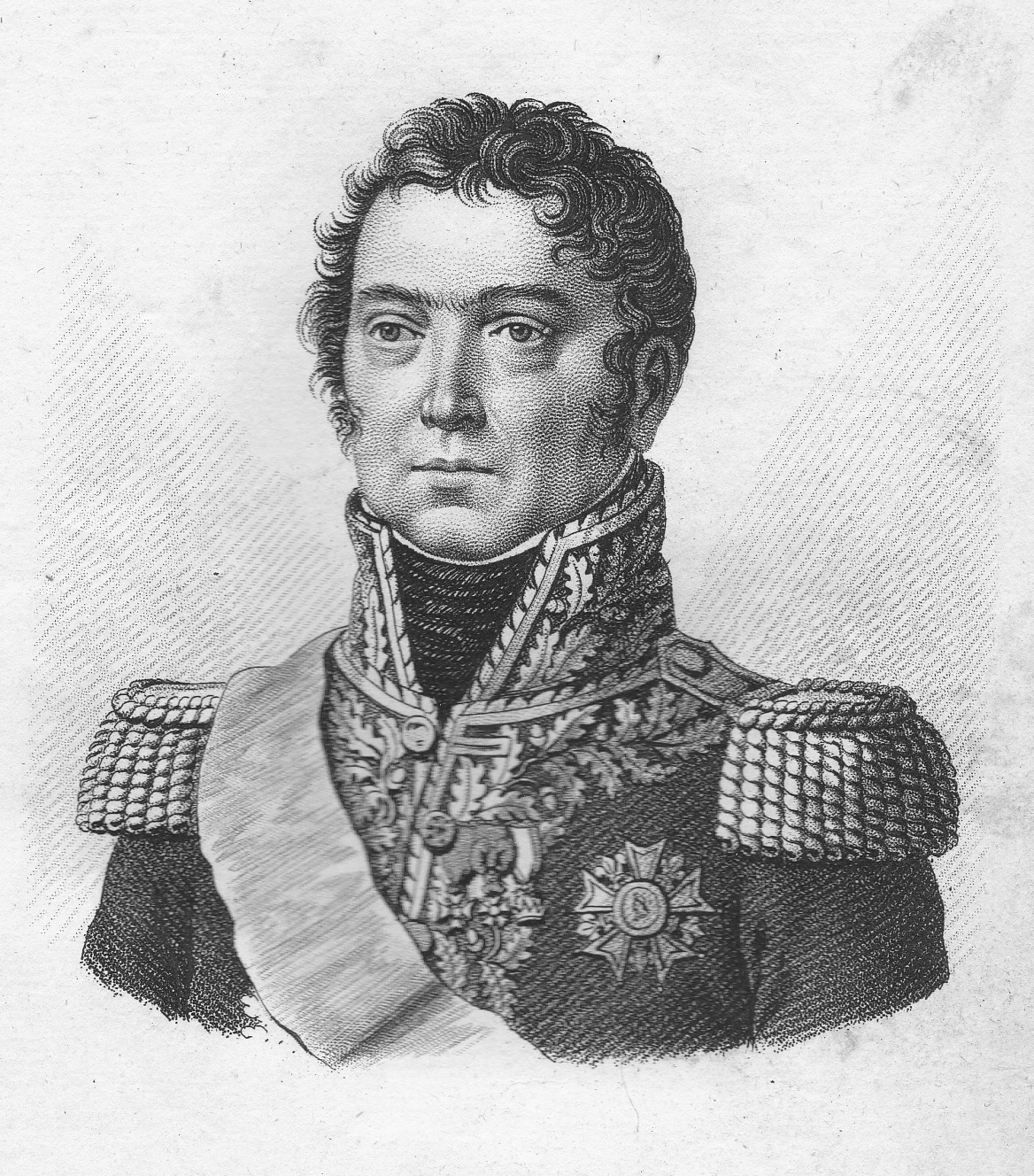
保罗·格雷尼尔

在圣博尼法乔发生冲突的同一天，约翰大公收到了他的兄弟卡尔大公在埃克米尔战役中战败的消息。约翰随即将他的军队部署在能够封锁主要公路的一个防御阵地上。奥军的右翼位于索阿韦，而左翼则位于莱尼亚戈。约翰在索阿韦以北部署了三个营来控制蒙特巴斯蒂亚。奥地利阵线中心在圣博尼法乔周围。欧仁的大部分军队部署在阿科莱以北，少数部队在阿迪杰河西岸与阿尔彭河的交汇处排成一列。法意左翼向北延伸至伊拉西和卡扎诺迪特拉米尼亚。欧仁计划进攻约翰的右翼，将奥地利军队推向威尼斯。与此同时，威尼斯的驻军将向北突围。如果计划奏效，法意联军可以将约翰的整个军队困在两军之间。
欧仁的军队占据了1805年卡尔迪耶罗战役的同一个地方。麦克唐纳的军团控制了卡尔迪耶罗，而塞拉斯、阿贝、一个意大利旅和意大利卫队则在科洛尼奥拉-阿伊科利的左侧高地。普利的龙骑师处于预备状态，而其他骑兵部队则部署在格鲁希领导下的阿迪杰河西岸。4月29日，一个旅和意大利卫队对高地上的奥地利部队发起进攻。与此同时，格雷尼尔率领塞拉斯和阿贝的两个步兵师进攻索阿维，麦克唐纳的军队则负责支援。

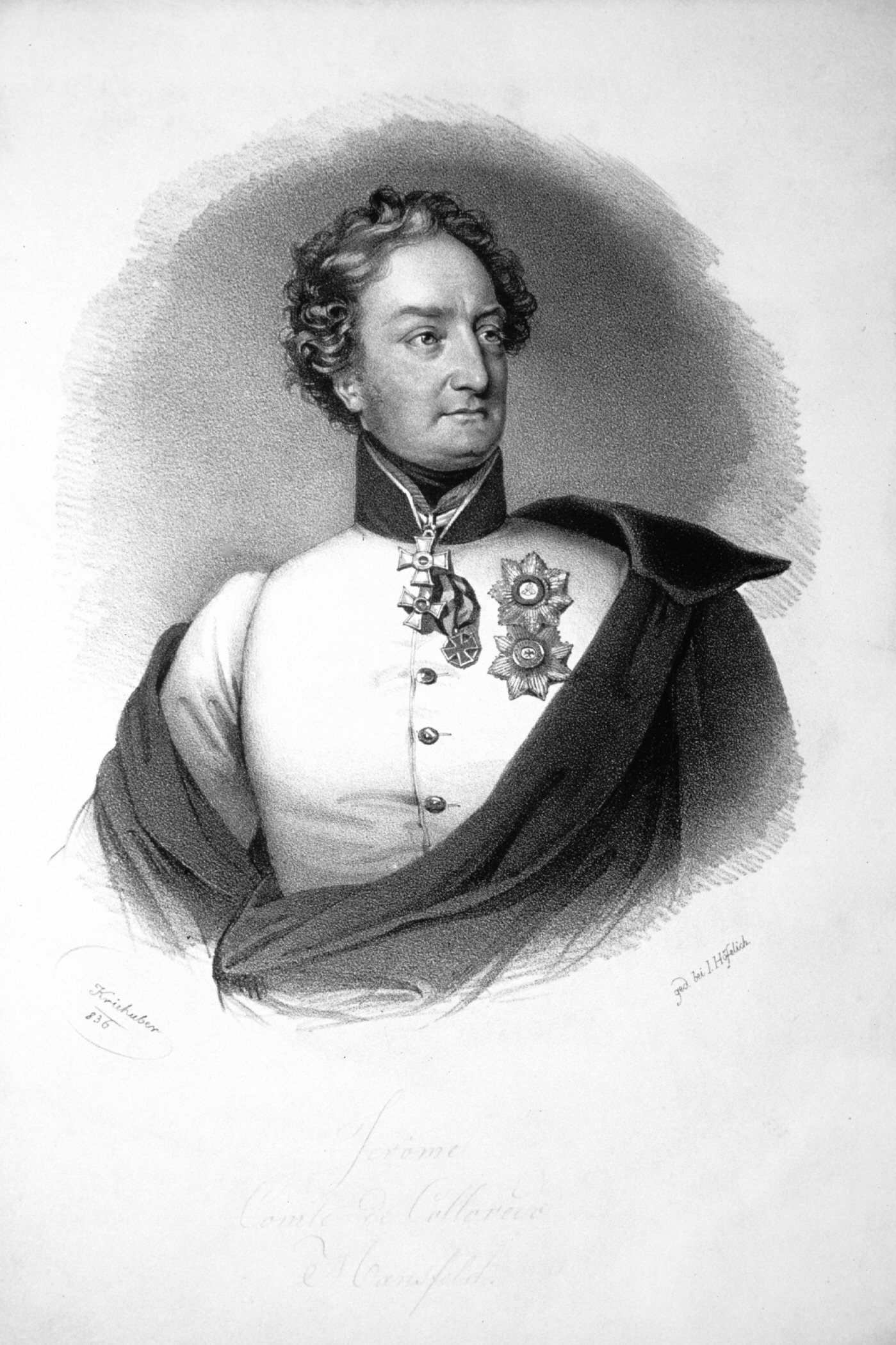
希罗尼穆斯·科洛雷多

欧仁派出23,000人参战，其中包括24个步兵营、10个骑兵中队和8门火炮。
防御者是来自奥地利第八军团的21个营，共18,000名士兵和24门火炮。
在意大利卫队的带领下，法军部队冲进了蒙特巴斯蒂亚并占领了卡斯特尔切里诺。然而，格雷尼尔对索阿维和圣博尼法乔的进攻被击退了。法意联军伤亡1,000人，而奥地利人伤亡400人，另有300人被俘。历史学家迪戈比·史密斯称这一行动为奥地利的胜利。
4月30日，约翰以11个步兵营的兵力进行反击，成功收复失地。 法军在此次行动中损失了409人，而获胜的奥地利人损失了300人，另有572人失踪。迪戈比·史密斯批评欧仁既不为他在卡斯泰尔切里诺的部队提供支援，也没有对奥军主动发动进攻。

## 结果

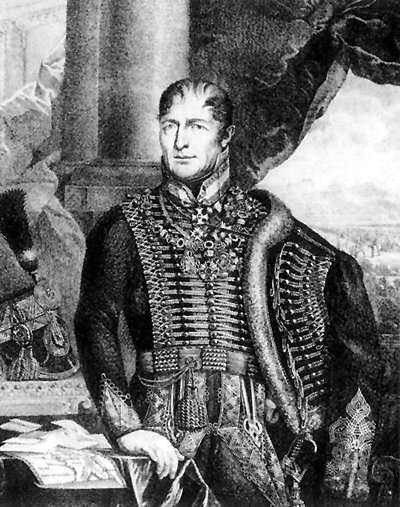
约翰·弗里蒙特

约翰于4月29日收到卡尔大公的命令。约翰被敦促保卫他占领的领土，但被允许使用他的自由裁量权。约翰知道，随着拿破仑向维也纳推进，他在意大利的阵地可能会被来自北方的敌军包围，于是他决定从意大利撤退，保卫奥地利在克恩顿和克拉尼奥拉的边界。在摧毁了阿尔彭河上的所有桥梁后，于5月1日凌晨开始撤退，由约翰·弗里蒙特指挥的后卫部队负责掩护奥军撤离。
在修复一座重要桥梁时耽搁了一整天后，欧仁的军队于5月2日开始追击。总督命令杜鲁特带领他的师在莱尼亚戈越过阿迪杰河，前往布伦塔河上的帕多瓦。从那里他将与威尼斯的部队会合，并保护一列补给车前往皮亚韦与欧仁会合。与此同时，弗里蒙特在蒙特贝罗维琴蒂诺击败了一个法军旅，并在摧毁桥梁的同时井然有序地穿过布伦塔河。在5月2日的一系列行动中，奥地利人损失了200人，同时对法军造成400人的伤亡。然而，法国-意大利军队在白天围捕了850名生病和脱离大部队的奥地利人。
欧仁将先前组建的轻步兵旅扩遍为一个轻步兵师，他增加了三个跳跃者营，另外还有两门大炮和第9骑兵团。这一个轻步兵师将在1809年5月8日的皮亚韦河战役中对法军的胜利发挥关键作用。

## 引注
1. 1 2  Bodart 1908，第401頁.
2. 1 2  Smith 1998，第294-295頁.
3. ↑  Schneid 2002，第65-66頁.
4. 1 2 3  Schneid 2002，第66頁.
5. ↑  Rothenberg 1982，第139頁.
6. ↑  Rothenberg 1982，第141頁.
7. ↑  Schneid 2002，第69頁.
8. 1 2  Schneid 2002，第70頁.
9. ↑  Bowden & Tarbox 1980，第101-103頁.
10. 1 2  Smith 1998，第286頁.
11. ↑  Schneid 2002，第272頁.
12. ↑  Epstein 1994，第80-81頁.
13. 1 2  Schneid 2002，第75頁.
14. ↑  Epstein 1994，第82頁.
15. ↑  Schneid 2002，第76頁.
16. ↑  Epstein 1984，第70頁.
17. ↑  Epstein 1994，第83頁.
18. ↑  Smith 1998，第293頁.
19. ↑  Epstein 1994，第83-84頁.
20. 1 2 3  Schneid 2002，第78頁.
21. ↑  Epstein 1994，第84頁.
22. 1 2 3 4  Epstein 1994，第86頁.
23. ↑  Schneid 2002，第79頁.
24. 1 2 3  Smith 1998，第295頁.
25. ↑  Broughton 2021.
26. ↑  Schneid 2002，第86-87頁.
27. 1 2  Epstein 1994，第87頁.
28. ↑  Smith 1998，第297頁.
29. ↑  Schneid 2002，第80頁.

## 延伸阅读
- Chandler, David G. . New York, NY: Macmillan. 1966.